# Іллінський район (Івановська область)
Іллінський район (рос. Ильинский район) — адміністративно-територіальна одиниця на заході Івановської області Росії.
Адміністративний центр — смт Іллінське-Хованське.